# Liu Haofan
Liu Haofan (en chino tradicional, 劉浩帆; en chino simplificado, 刘浩帆; pinyin, Liú Hàofān; Wuhan, Hubei, 23 de octubre de 2003) es un futbolista chino que juega en la demarcación de defensa para el Zhejiang Professional FC de la Superliga de China.

## Selección nacional
Tras jugar en las categorías inferiores de la selección, finalmente hizo su debut con la selección absoluta de China el 12 de julio de 2025 contra Japón en un partido del Campeonato de Fútbol de Asia Oriental de 2025 que finalizó con un resultado de 2-0 a favor del combinado japonés tras los goles de Henry Heroki Mochizuki y Mao Hosoya.

## Clubes
| Club                     | País  | Año   | Partidos | Goles |
| ------------------------ | ----- | ----- | -------- | ----- |
| Zhejiang Professional FC | China | 2022- | 54       | 1     |